# خاریتونوو (شهرستان کوتلاسکی، استان آرخانگلسک)
خاریتونوو (به لاتین: Kharitonovo) یک منطقهٔ مسکونی در روسیه است که در استان آرخانگلسک واقع شده‌است.